# Foot Ball Club Torino 1927-1928
Questa voce raccoglie le informazioni riguardanti il Foot Ball Club Torino nelle competizioni ufficiali della stagione 1927-1928.

## Stagione

Libonatti e Gino Rossetti

Nella stagione 1927-1928 il Torino ha vinto il suo primo scudetto ufficialmente riconosciuto nell'albo d'oro, rivalendosi sul campo dopo che, negli ultimi mesi del 1927, aveva subito la revoca del precedente titolo conquistato (per l'illecito sportivo noto come caso Allemandi). Il trionfo granata è stato soprattutto merito del suo prolifico attacco, il cosiddetto Trio delle meraviglie composto dall'argentino Julio Libonatti, miglior marcatore del campionato con 35 reti, e dagli italiani Gino Rossetti e Adolfo Baloncieri, nonché delle parate del suo estremo difensore Vincenzo Bosia. Allenato dal tecnico austriaco Tony Cargnelli, ha prima vinto il girone A del campionato di Divisione Nazionale, con 30 punti, davanti al Genoa secondo con 29 punti, ed alla sorpresa Alessandria terza con 28 punti. Poi nel girone finale che ha assegnato il titolo, ha vinto con 19 punti il torneo, due punti in più del Genoa, secondo classificato.

## Rosa
| N. |                   | Ruolo | Calciatore            |
| -- | ----------------- | ----- | --------------------- |
|    | Italia (bandiera) | C     | Paolo Amadesi         |
|    | Italia (bandiera) | P     | Manlio Bacigalupo     |
|    | Italia (bandiera) | C     | Adolfo Baloncieri ()  |
|    | Italia (bandiera) | P     | Vincenzo Bosia        |
|    | Italia (bandiera) | A     | Italo Breviglieri (I) |
|    | Italia (bandiera) | A     | Serafino Carrera      |
|    | Italia (bandiera) | C     | Enrico Colombari      |
|    | Italia (bandiera) | A     | Francesco Franzoni    |
|    | Italia (bandiera) | C     | Antonio Janni         |
|    | Italia (bandiera) | A     | Julio Libonatti       |

| N. |                   | Ruolo | Calciatore            |
| -- | ----------------- | ----- | --------------------- |
|    | Italia (bandiera) | D     | Cesare Martin (II)    |
|    | Italia (bandiera) | C     | Dario Martin (III)    |
|    | Italia (bandiera) | A     | Feliciano Monti (III) |
|    | Italia (bandiera) | C     | Giuseppe Rossetti (I) |
|    | Italia (bandiera) | C     | Gino Rossetti (II)    |
|    | Italia (bandiera) | C     | Mario Sperone         |
|    | Italia (bandiera) | A     | Nello Sticco          |
|    | Italia (bandiera) | A     | Luciano Vezzani       |
|    | Italia (bandiera) | D     | Giovanni Vincenzi     |

## Risultati

### Divisione Nazionale

#### Girone A

##### Girone di andata
| Arbitro: | Barlassina (Milano) |

|                      |           |                |
| G. Chiecchi 12’, 69’ | Marcatori | 35’ Baloncieri |

| Arbitro: | Giorgi (Gallarate) |

|                               |           |                       |
| G. Rossetti 28’ Libonatti 50’ | Marcatori | 31’ Costa 46’ Ranelli |

| Arbitro: | Lenti (Genova) |

|  |           |              |
|  | Marcatori | 62’ C. Villa |

| 16 ottobre 1927 4ª giornata |  | – Turno di riposo del Torino |  |  |

| Arbitro: | Garbieri (Genova) |

|                                      |           |                 |
| Gandini 36’ Ferrari 48’ Cattaneo 76’ | Marcatori | 75’ G. Rossetti |

| Arbitro: | Mangano (Milano) |

|                                           |           |              |
| G. Rossetti 25’ Vezzani 32’ Libonatti 66’ | Marcatori | 77’ Vecchina |

| Arbitro: | U. Gama (Milano) |

|                               |           |                                                                                    |
| Casanova 61’, 85’ Baruzzi 62’ | Marcatori | 8’ G. Rossetti 13’, 52’, 36’, 14’ Libonatti 26’ (aut.) Vannini 69’, 72’ Baloncieri |

| Arbitro: | Rovida (Milano) |

|                                            |           |  |
| Colombari 78’ Libonatti 81’ Baloncieri 82’ | Marcatori |  |

| Arbitro: | Sguerso (Savona) |

|                                                                                   |           |  |
| Libonatti 15’, 32’, 23’ G. Rossetti 21’, 57’, 41’, 84’ Vezzani 34’, 65’, 52’, 88’ | Marcatori |  |

| Arbitro: | Malagodi (Ferrara) |

|                  |           |                                          |
| Santagostino 84’ | Marcatori | 11’ Libonatti 35’ (rig.), 37’ Baloncieri |

| Arbitro: | Osti (Ferrara) |

|  |           |               |
|  | Marcatori | 20’ Libonatti |

##### Girone di ritorno
| Arbitro: | Caironi (Milano) |

|                              |           |  |
| Baloncieri 30’ Libonatti 72’ | Marcatori |  |

| Arbitro: | Medica (Bologna) |

|                      |           |                                  |
| Musoni 6’ Moroni 26’ | Marcatori | 44’ (rig.) Libonatti 46’ Vezzani |

| Arbitro: | A.Gama (Milano) |

|  |           |                                        |
|  | Marcatori | 24’ Vezzani 74’ (rig.), 78’ Baloncieri |

| 15 gennaio 1928 15ª giornata |  | – Turno di riposo del Torino |  |  |

| Arbitro: | A.Gama (Milano) |

|                                             |           |              |
| Baloncieri 20’, 63’ (rig.), 27’ (rig.), 77’ | Marcatori | 41’ Cattaneo |

| Arbitro: | Gamberini (Bologna) |

|  |           |                                                    |
|  | Marcatori | 25’, 72’ Baloncieri 82’ Franzoni 86’ (aut.) Fayenz |

| Arbitro: | Guarnieri (Milano) |

| |           |  |
| G. Rossetti 7’, 55’, 45’, 30’ Baloncieri 13’, 40’, 37’, 38’, 84’, 71’ Libonatti 65’, 88’ F. Monti 79’, 86’ | Marcatori |  |

| Arbitro: | Ferro (Milano) |

|  |           |                             |
|  | Marcatori | 1’ Libonatti 40’ Baloncieri |

| Arbitro: | Malagodi (Ferrara) |

|                             |           |                |
| Negri 27’ Giuliani 30’, 80’ | Marcatori | 60’ Baloncieri |

| Arbitro: | Dani (Genova) |

|                              |           |  |
| Libonatti 43’ Baloncieri 68’ | Marcatori |  |

| Arbitro: | A.Gama (Milano) |

| |           |  |
| Baloncieri 28’, 83’, 36’ Libonatti 35’, 62’, 48’, 60’ G. Rossetti 51’, 58’ F. Monti 79’ Vezzani 88’ | Marcatori |  |

#### Girone finale

##### Girone di andata
| Arbitro: | Lenti (Genova) |

|            |           |                                    |
| Meazza 27’ | Marcatori | 45’ Rossetti II 70’, 80’ Libonatti |

| Arbitro: | Giorgi (Gallarate) |

|                      |           |            |
| Rossetti II 25’, 46’ | Marcatori | 45’ Boltri |

| Arbitro: | A.Gama (Milano) |

|           |           |                 |
| Perin 90’ | Marcatori | 37’ Rossetti II |

| Arbitro: | Dani (Genova) |

|                               |           |                                         |
| Vezzani 39’, 42’ Vincenzi 87’ | Marcatori | 23’ Ferrari 33’ Banchero I 50’ Cattaneo |

| Arbitro: | Carraro (Padova) |

|                         |           |                                        |
| Cevenini III 70’ (rig.) | Marcatori | 22’ Baloncieri 35’, 81’, 55’ Libonatti |

| Arbitro: | Osti (Ferrara) |

|                 |           |             |
| Bodini 32’, 69’ | Marcatori | 31’ Vezzani |

| Arbitro: | Barlassina (Novara) |

|                                           |           |  |
| Vezzani 25’ Rossetti II 70’ Libonatti 86’ | Marcatori |  |

##### Girone di ritorno
| Arbitro: | Carraro (Padova) |

|                                           |           |                      |
| Libonatti 1’ Rossetti II 44’ Franzoni 48’ | Marcatori | 49’ Conti 85’ Meazza |

| Arbitro: | Ferro (Milano) |

|  |           |                                          |
|  | Marcatori | 6’, 50’ G. Rossetti 55’ (aut.) Caligaris |

| Arbitro: | A.Gama (Milano) |

|               |           |                          |
| Libonatti 68’ | Marcatori | 25’ A. Vojak 62’ Rosetta |

| Arbitro: | Lenti (Genova) |

|                 |           |  |
| G. Rossetti 55’ | Marcatori |  |

| Arbitro: | Turbiani (Ferrara) |

|                     |           |               |
| G. Ferrari 42’, 83’ | Marcatori | 19’ Libonatti |

| Arbitro: | Carraro (Padova) |

|                                                  |           |              |
| Libonatti 1’, 49’, 43’ Vezzani 2’ Baloncieri 31’ | Marcatori | 39’ Levratto |

| Arbitro: | Osti (Ferrara) |

|                          |           |                            |
| Tansini 23’ Torriani 68’ | Marcatori | 63’ Vezzani 80’ Baloncieri |

## Statistiche

### Statistiche di squadra
| Competizione        | Punti | In casa | In casa | In casa | In casa | In casa | In casa | In trasferta | In trasferta | In trasferta | In trasferta | In trasferta | In trasferta | Totale | Totale | Totale | Totale | Totale | Totale | DR  |
| Competizione        | Punti | G       | V       | N       | P       | Gf      | Gs      | G            | V            | N            | P            | Gf           | Gs           | G      | V      | N      | P      | Gf     | Gs     | DR  |
| ------------------- | ----- | ------- | ------- | ------- | ------- | ------- | ------- | ------------ | ------------ | ------------ | ------------ | ------------ | ------------ | ------ | ------ | ------ | ------ | ------ | ------ | --- |
| Divisione Nazionale | 49    | 17      | 13      | 2       | 2       | 70      | 14      | 17           | 9            | 3            | 5            | 41           | 23           | 34     | 22     | 5      | 7      | 111    | 37     | +74 |

### Statistiche dei giocatori
| Giocatore      | Divisione Nazionale | Divisione Nazionale |
| Giocatore      | Presenze            | Reti                |
| -------------- | ------------------- | ------------------- |
| P. Amadesi     | 1                   | 0                   |
| M. Bacigalupo  | 10                  | -8                  |
| A. Baloncieri  | 34                  | 31                  |
| V. Bosia       | 24                  | -29                 |
| I. Breviglieri | 3                   | 0                   |
| S. Carrera     | 2                   | 0                   |
| E. Colombari   | 27                  | 1                   |
| F. Franzoni    | 25                  | 2                   |
| A. Janni       | 21                  | 0                   |
| J. Libonatti   | 32                  | 35                  |
| C. Martin II   | 26                  | 0                   |
| D. Martin III  | 19                  | 0                   |
| F. Monti III   | 25                  | 2                   |
| I. Rossetti    | 16                  | 0                   |
| G. Rossetti II | 33                  | 23                  |
| M. Sperone     | 29                  | 0                   |
| N. Sticco      | 1                   | 0                   |
| L. Vezzani     | 26                  | 13                  |
| G. Vincenzi    | 20                  | 1                   |